# Валя-Данулуй (комуна)
Валя-Данулуй (рум. Valea Danului) — комуна у повіті Арджеш в Румунії. До складу комуни входять такі села (дані про населення за 2002 рік):
- Бенічешть (183 особи)
- Болкулешть (219 осіб)
- Боробенешть (309 осіб)
- Валя-Данулуй (1724 особи)
- Вернешть (692 особи)

Комуна розташована на відстані 141 км на північний захід від Бухареста, 39 км на північний захід від Пітешть, 115 км на північний схід від Крайови, 92 км на південний захід від Брашова.

## Населення
За даними перепису населення 2002 року у комуні проживали 3127 осіб.
Національний склад населення комуни:
| Національність | Кількість осіб | Відсоток |
| -------------- | -------------- | -------- |
| румуни         | 3124           | 99,9%    |
| угорці         | 3              | 0,1%     |

Рідною мовою назвали:
| Мова      | Кількість осіб | Відсоток |
| --------- | -------------- | -------- |
| румунська | 3124           | 99,9%    |
| угорська  | 3              | 0,1%     |

Склад населення комуни за віросповіданням:
| Релігія       | Кількість осіб | Відсоток |
| ------------- | -------------- | -------- |
| православні   | 3115           | 99,6%    |
| бретрени      | 5              | 0,2%     |
| мусульмани    | 3              | 0,1%     |
| римо-католики | 2              | 0,1%     |
| лютерани      | 1              | < 0,1%   |